# مصطفى أفندي
مصطفى أفندي هو دراج مغربي من مواليد 22 فبراير 1958، شارك في أولمبياد 1984.

## روابط خارجية
- مصطفى أفندي على موقع أرشيف الدراجات (الإنجليزية)
- مصطفى أفندي على موقع إحصائيات الدراجات الإحترافية (الإنجليزية)
- مصطفى أفندي على موقع أوليمبيديا (الإنجليزية)